# Peste Negra na Inglaterra
A Peste Negra na Inglaterra foi uma pandemia de peste que atingiu o país em junho de 1348. Foi a primeira e mais grave manifestação da segunda pandemia, causada pela bactéria Yersinia pestis. O termo "Peste Negra" não foi usado até o final do século XVII. Originada da Eurásia, espalhou-se para o oeste ao longo das rotas comerciais da Europa, chegando às Ilhas Britânicas da província inglesa de Gasconha. A peste era transmitida por ratos infectados com pulgas, bem como por indivíduos infectados. Os ratos foram os hospedeiros reservatórios da bactéria e a pulga do rato oriental foi o principal vetor.
O primeiro caso documentado na Inglaterra foi de um marinheiro que chegou à cidade de Weymouth, Dorset, em junho de 1348. No outono, a praga atingiu Londres e, no verão de 1349, espalhou-se por todo o país antes de se erradicar, em dezembro do mesmo ano. As baixas estimativas de mortalidade no início do século XX aumentou devido ao reexame de dados e novas informações, aceito um número de 40 a 60% da população. 
A consequência mais imediata foi a suspensão das campanhas da Guerra dos Cem Anos. A longo prazo, a diminuição da população causou escassez de mão de obra, acarretando no aumento dos salários — resistido pelos proprietários de terras, o que causou profundo indignação entre as classes mais baixas. A Revolta dos Camponeses foi em grande parte, resultado desse fator e, embora a rebelião tenha sido reprimida, ao longo do tempo a servidão foi abolida na Inglaterra. A Peste Negra também afetou os esforços artísticos e culturais, podendo ter ajudado o avanço do uso do vernáculo.

## Antecedentes

### Meados do século XIV

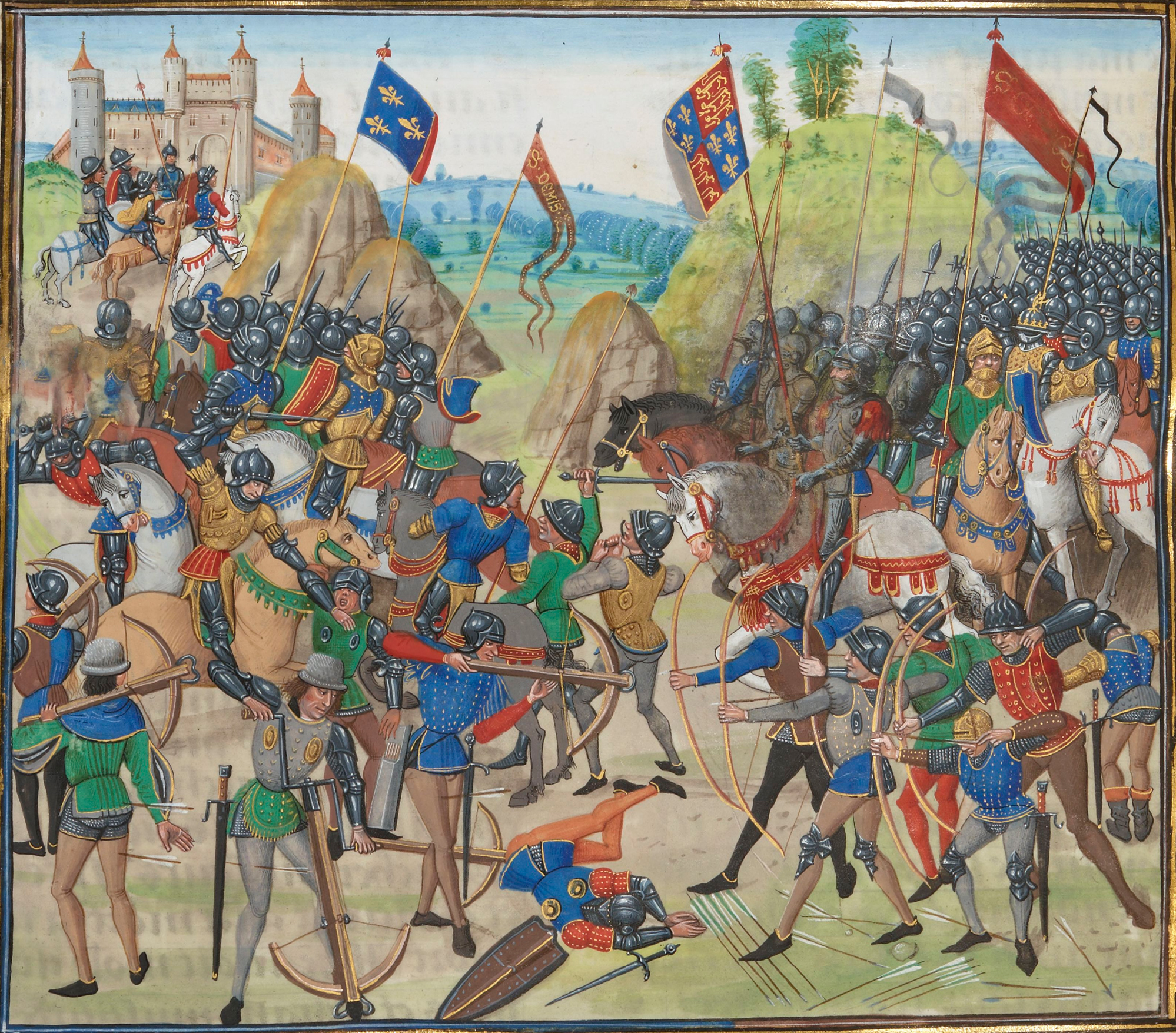
A Batalha de Crécy estabeleceu à Inglaterra uma potência militar.

Não há provas que estabeleçam com exatidão o número de habitantes da Inglaterra antes da Peste Negra, no entanto, estimasse que variassem entre 3 a 7 milhões. As crises demográficas anteriores — em particular, a Grande Fome de 1315–1317 — resultaram em um grande número de mortes, porém, não havendo evidências de uma diminuição significativa da população antes de 1348. A Inglaterra ainda era uma sociedade predominantemente rural e agrária; quase 90% da população vivia no campo. Das principais cidades, Londres fazia parte de uma classe própria, com talvez, 70 mil habitantes. Mais ao sul, a cidade de Norwich, com cerca de 12 mil pessoas e York, com cerca de 10 mil. A principal exportação e fonte de riqueza do país era a lã. Até meados daquele século, a exportação consistia principalmente de lã em bruto para os fabricantes de tecidos em Flandres. Porém, gradualmente a tecnologia de confecção de roupas usada no continente foi apropriada pelos fabricantes ingleses, começando a exportação de roupas e prosperando nas décadas seguintes.
Do ponto de vista político, o reino estava evoluindo para uma grande potência europeia, através do reinado jovem e enérgico do rei Eduardo III. Em 1346, os ingleses haviam vencido uma batalha decisiva sobre os escoceses na Batalha da Cruz de Neville, parecendo que Eduardo III concretizaria a ambição de seu avô Eduardo I, em colocar a Escócia sob a soberania da coroa inglesa. Os ingleses também estavam tendo sucesso militar no continente. Menos de dois meses antes da Batalha da Cruz de Neville, um exército inglês numericamente inferior liderado pelo próprio rei, obteve vitória sobre as forças reais francesas na Batalha de Crécy. A batalha foi seguida imediatamente pelo rei sitiando a cidade portuária de Calais. Quando a cidade caiu no ano seguinte, proporcionou aos ingleses um enclave estratégico importante, permanecendo sob o domínio inglês por mais 200 anos.

### Início da pandemia na Eurásia

Migração da Peste Negra pela Europa.

O termo "Peste Negra" — que se refere ao mais grave surto com a Segunda Pandemia — não foi usado pelos contemporâneos, preferindo a chamá-lo de "Grande Pestilência" ou "Grande Mortalidade". A etimologia do termo atual, provavelmente é derivada das línguas escandinavas. Hoje é geralmente aceito que a doença em questão foi uma peste causada pela bactéria Yersinia pestis. Essas bactérias são transportadas por pulgas, podendo ser transmitidas para humanos por meio do contato com ratos. A picada desses insetos transportam a doença para o sistema linfático através dos linfonodos, havendo a multiplicação das bactérias, formando inchaços chamados de bubões — derivando a etimologia do termo "peste bubônica". Naquele período, em três ou quatro dias, a bactéria entrava na corrente sanguínea e acometia órgãos como o baço e os pulmões, ocasionando a morte após alguns dias. Uma cepa diferente da doença é a peste pulmonar, em que a bactéria é transmitida pelo ar e entrando em contato direto com os pulmões, sendo mais virulenta por espalhar-se de indivíduo para indivíduo. Esses tipos de infecções provavelmente desempenharam um papel significativo na Peste Negra, enquanto que uma terceira cepa foi identificada como mais rara. Por fim, esta terceira cepa foi a peste septicêmica, na qual a picada da pulga transporta a bactéria diretamente para a corrente sanguínea, ocasionando a morte de forma mais rápida que as anteriores.
Um estudo relatado em 2011 de esqueletos exumados do cemitério da Peste Negra em East Smithfield, Londres, encontrou vestígios de DNA da bactéria. Em uma escavação arqueológica nas proximidades de Thornton Abbey, em Lincolnshire, foi relatado que, não apenas foi confirmado evidências de DNA da Yersinia nos restos mortais exumados naquela região, como também dataram os restos mortais em meados de 1349. A genotipagem mostrou que era [naquela época] uma cepa recém-evoluída, tendo ancestralidade de todas as cepas modernas e provando que a peste tipo bubônica foi a maior causadora da pandemia. O conhecimento médico moderno sugere que, por ser uma nova cepa, o sistema imunológico humano teria pouca ou nenhuma defesa contra ela, ajudando a explicar a virulência da praga e as altas taxas de mortalidade.
Acredita-se que a pandemia se originou na Ásia Central ou Oriental, onde a bactéria é endêmica na população de roedores. Não se sabe exatamente o que causou o surto, mas uma série de ocorrências naturais colocaram os humanos em contato com os roedores infectados. A epidemia atingiu Constantinopla no final da primavera de 1347, através do comércio de mercadores genoveses no Mar Negro, chegando na cidade de Sicília em outubro do mesmo ano; no início de 1348, havia se espalhado por todo a Itália. Em junho de 1348, atingiu a população francesesa, do norte da França até Paris, movendo-se simultaneamente do oeste à província inglesa da Gasconha.

## Progresso da pandemia na Inglaterra
De acordo com a crônica dos franciscanos em King's Lynn, através de navios, a praga atingiu as cidades de Gasconha a Weymouth — às vésperas da festa de São João Batista, em junho de 1348. Outras fontes mencionam diferentes pontos de chegada, incluindo Bristol e Southampton. Embora a praga possa ter chego de forma independente a Bristol em um momento posterior, o documentário Grey Friars' Chronicle é considerado o relato mais confiável. Caso seja assumido que o primeiro surto da peste esteja em conformidade com a crônica dos franciscanos — ao invés da teoria atual —, a conclusão seria que, provavelmente, a peste teria os acometido por volta de 8 de maio daquele ano.
De Weymouth, a doença se espalhou rapidamente pelo sudoeste. A primeira grande cidade a ser atingida foi Bristol. A doença atingiu Londres no outono de 1348, antes da maior parte do campo circundante. Isso certamente aconteceu em novembro, embora de acordo com alguns relatos em 29 de setembro. A chegada a Londres aconteceu por três acessos principais: via terrestre de Weymouth — por Salisbury e Winchester, via terrestre de Gloucester e, por transporte de navio ao longo da costa, permitindo com rapidez o contagio da peste através do porto de Londres. A rota da pandemia foi no sentido à capital no início de 1349, fornecendo condições ideais em Londres para a disseminação da peste: as ruas eram estreitas e esgoto a céu aberto, com superlotação das casas e pouco ventiladas, impedindo a circulação de ar. A doença estava se ramificando de forma aleatória por todo o Sul da Inglaterra.
Durante a primeira metade de 1349, a Peste Negra espalhou-se para o Norte do País. Outra porta de entrada da pandemia foi quando a praga chegou em Humber através de navios. Em maio, atingiu York e durante os meses de junho, julho e agosto, devastou o norte. Certos condados, como Durham e Cumberland, foram vítimas de violentas incursões escocesas. Desta forma, ficaram vulneráveis às devastações da peste. A peste é menos virulenta durante o período de inverno, se disseminando com menor velocidade. A Peste Negra na Inglaterra sobreviveu aos invernos de 1348–49, entretanto, retrocedeu durante o inverno seguinte — em dezembro de 1349, as condições estavam voltando à normalidade de forma relativa. A doença demorou aproximadamente 500 dias para atravessar o país por completo.

## Prática medicinal
Vários métodos foram usados, incluindo suor, sangramento, vômito forçado e urina para tratar pacientes infectados com a peste. Os sinais e sintomas da doença variavam desde manchas, dores em áreas de linfonodos regionais, mais comumente inguinais, seguida por paraesternais ou cervicais e problemas neurológicos. Na fase inicial da doença, a sangria era realizada no mesmo lado de onde surgiam as manifestações físicas dos bubões ou levantes. Exemplificando, caso surgisse alguma tumefação no lado direito da virilha, o médico sangraria uma veia do tornozelo ipsilateral. No caso da transpiração, foi conseguido através de elementos como mitridização, teriaga, raízes serpentárias e entre outros. O suor era usado quando as medidas eram mais graves; quando a temperatura subia abruptamente, o médico envolvia o paciente despido com um cobertor embebido em água fria para baixar a temperatura. Esta medida só era realizada enquanto o paciente ainda tinha calor corporal. O efeito desejado era causar a hipertermia e consequentemente sudorese, visando purificar e expelir as impurezas sanguíneas causada pela doença.
Na época, outra prática foi o uso do óleo vegetal e sua influência biológica tópica, possuindo propriedades físico–químicas que traziam benefícios terapêuticos nos processos de homeostase cutânea e outras doenças de pele. Quando os médicos observavam que as lesões evoluíam para um quadro clínico mais grave, os carbúnculos e blaines precisariam de cuidados de um cirurgião experiente, fornecendo então, algumas alternativas para não levá-los à morte. A base da pena da cauda de uma ave como pombo, galo/galinha ou frango, era pressionada contra a ferida, extraindo as impurezas.

## Consequências

### Número de mortos
Embora os registros históricos da Inglaterra fossem mais extensos do que os de qualquer outro país europeu, ainda é extremamente difícil estabelecer o número de mortos com algum grau de certeza. As dificuldades envolvem incertezas sobre o tamanho da população total, como também questões relacionadas à proporção da população que morreu da peste. As contas contemporâneas costumam ser bastante infladas, afirmando números de até 90%. Os historiadores modernos fornecem estimativas de taxas de mortalidade que variam de cerca de 30–45% da população total.